# Reality Dream
Reality Dream è il primo album dal vivo del gruppo musicale polacco Riverside, autoprodotto e pubblicato il 26 novembre 2008.

## Descrizione
Contiene la registrazione integrale del concerto tenuto a Łódź, durante il quale il gruppo ha proposto una scaletta atta a riassumere la trilogia Reality Dream comprensiva degli album Out of Myself, Second Life Syndrome e Rapid Eye Movement.
La pubblicazione è stata resa disponibile inizialmente in edizione doppio CD limitata a mille copie in concomitanza con la prima data del Reality Dream Tour, venendo accompagnata dalla versione doppio vinile a partire dal 10 dicembre dello stesso anno. Il 14 dicembre 2009 Reality Dream è stato distribuito in edizione doppio DVD.

## Tracce
Testi di Mariusz Duda, musiche dei Riverside.

### CD
CD 1
1. The Same River – 11:31
2. Out of Myself – 3:39
3. Volte-Face – 8:47
4. Rainbow Box – 3:35
5. 02 Panic Room – 4:09
6. I Turned You Down – 5:04
7. RD III – 4:57
8. The Curtain Falls – 9:38

CD 2
1. Parasomnia – 7:45
2. Second Life Syndrome – 16:12
3. Back to the River – 6:54
4. Conceiving You – 3:39
5. Before – 6:08
6. Ultimate Trip – 13:46

### LP
Lato A
1. The Same River – 11:28
2. Volte-Face – 8:41

Lato B
1. 02 Panic Room – 4:09
2. I Turned You Down – 5:03
3. Parasomnia – 7:54

Lato C
1. Out of Myself – 3:47
2. Before – 5:53
3. The Curtain Falls – 9:40

Lato D
1. RD III – 5:02
2. Ultimate Trip – 13:45

### DVD
DVD 1
1. Intro – 1:14
2. The Same River – 11:23
3. Out of Myself – 3:57
4. Volte-Face – 8:48
5. Rainbow Box – 3:46
6. 02 Panic Room – 4:18
7. Reality Dream III – 4:59
8. I Turned You Down – 5:05
9. Dance with the Shadow – 10:05
10. Parasomnia – 7:51
11. Second Life Syndrome – 16:37
12. The Curtain Falls – 9:28

DVD 2
- Encores

1. Before – 6:21
2. Ultimate Trip – 13:56

- Bonus Features

1. Beyond the Eyelids (Unna, Germany 2007) – 7:50
2. Loose Heart (Unna, Germany 2007) – 4:46
3. Back to the River (Montreal, Canada 2008) – 5:46
4. Conceiving You (Montreal, Canada 2008) – 3:38
5. I Believe (Aschaffenburg, Germany 2007) – 6:14
6. Lucid Dream IV (Fulda, Germany 2008) – 3:38
7. Reality Dream II (Baarlo, Holland 2006) – 7:56
8. Behind the Curtain (A Film by John Vis) – 15:24
9. Photo Gallery – 2:20
10. Credits – 3:05

## Formazione
Gruppo
- Mariusz Duda – voce, basso
- Piotr Grudziński – chitarra solista
- Piotr Kozieradzki – batteria
- Michał Łapaj – tastiera

Produzione
- Riverside – produzione
- Magda Srzedniccy – produzione
- Robert Srzedniccy – produzione
- Maciej Mularczyk – registrazione